# Mansourah (Tlemcen)
Pour les articles homonymes, voir Mansourah.
Mansourah (en arabe : منصورة, signifiant « victorieuse »), est une commune de la wilaya de Tlemcen en Algérie.
La commune abrite les vestiges datant du XIVe siècle, de la ville-siège construite par les mérinides durant leur siège de Tlemcen.

## Géographie

### Situation
Le territoire de la commune de Mansourah est situé au centre de la wilaya de Tlemcen. La ville est le faubourg ouest de Tlemcen.
|             | Tlemcen          |         |
| Beni Mester | Mansourah        | Tlemcen |
|             | Terny Beni Hdiel |         |

### Localités de la commune
En 1984, la commune de Mansourah est constituée à partir des localités suivantes: Mansourah, Imama, Béni Boublène, Zone Ouest, ZHUN Champ de tir, Kifan Sud-Ouest, Attar et Ouali Mustapha (Riat El Kébir).

## Histoire

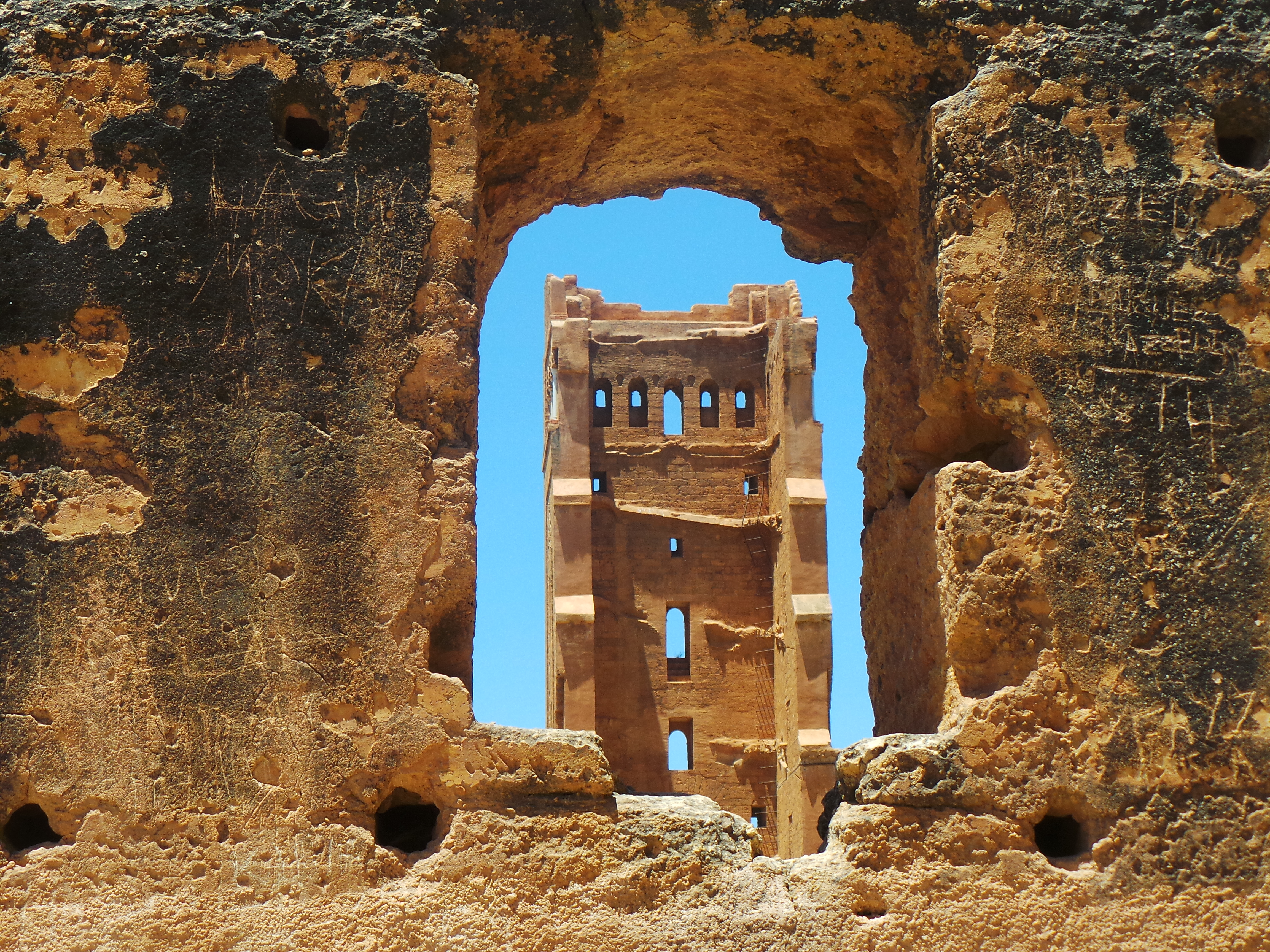
Mansourah, vestiges datant du XIV

Située à environ cinq kilomètres à l'ouest de Tlemcen, Mansourah fut créée par le Mérinide Abu Yaqub Yusuf an-Nasr quand il assiégeait le roi 'Uthman d'où le nom de « Victorieuse ».
Le siège de la ville de Tlemcen par Abu Yaqub Yusuf an-Nasr débute en 1299. Au début, le roi n'avait installé qu'un simple camp ordinaire dans la plaine. Mais, étant donné que le blocus perdurait, il avait fait construire des demeures pour lui et les chefs de son armée ainsi qu'une mosquée. Pendant le siège, le sultan de Fès éleva autour de Tlemcen un mur tel que, selon Ibn Khaldoun : « un esprit, un être invisible aurait eu de la peine à pénétrer dans la cité ». En 1303, il éleva même un rempart autour de cet ensemble. Le camp s'était transformé, peu à peu, en une grande ville avec ses murailles et ses tours, ses bains et ses caravansérails, une grande mosquée et des palais.
Le 13 mai 1307, l'assassinat du sultan mérinide par l'un de ses esclaves met fin au siège, avec pour conséquence le retour des mérinides à Fès et l'abandon de Mansourah, érigée à leur gloire. La Mansourah est détruite par les Zianides dont seules les ruines du minaret de la mosquée demeurent jusqu'à nos jours.
C'est vraisemblablement au cours de ce siège que disparaîtra à jamais un des quatre exemplaires du Coran envoyé par le calife Uthman ibn Affan. Cet exemplaire était conservé à Tlemcen depuis juin 1248.

## Démographie
Mansourah est la troisième commune la plus peuplée de la wilaya de Tlemcen après Tlemcen et Maghnia, selon le recensement général de la population et de l'habitat de 2008, la population de la commune de Mansourah est évaluée à 49 150 habitants contre 1 564 en 1977, c'est la commune de la wilaya de Tlemcen qui enregistre le plus fort taux de croissance annuel (3,3 % contre 1,2 % pour l’ensemble de la wilaya), sur la période 2008-1998.
| 1977  | 1987   | 1998   | 2008   |
| ----- | ------ | ------ | ------ |
| 1 564 | 19 250 | 35 524 | 49 150 |

## Patrimoine

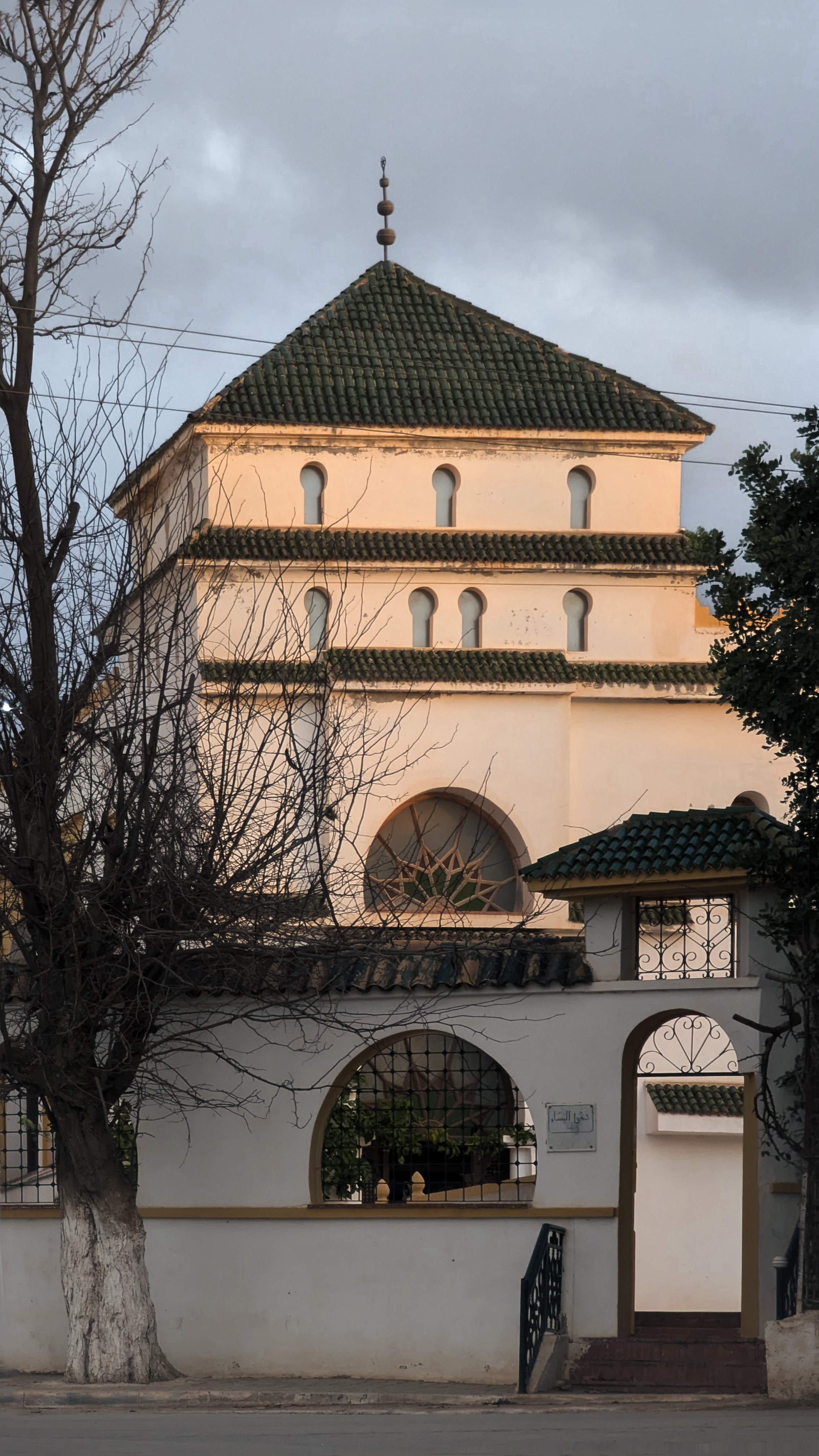
Entrée de la nouvelle Mosquée de Mansourah.

De Mansourah, il ne subsiste que les parties nord et ouest des remparts et la mosquée. Les murailles, d'un développement de quatre mètres environ, délimitaient une superficie de 100 ha. En pisé, épaisses de 1,50 m et hautes de 12 m, flanquées de 80 tours, elles ont à peu-près disparu à l'est et au sud.
Selon Ibn Khaldoun, la mosquée de Mansourah aurait été construite vers 1303 par le sultan Abou Yacoub, mort avant l'achèvement de son œuvre. La mort du souverain ayant été suivie immédiatement de l'évacuation de Mansourah par les mérinides, les travaux n'auraient repris qu'en 1336 à l'époque de leur retour lorsque Abou Hassan (Abu al-Hasan ben Uthman) rebâtit la ville. Selon le Musnad d'Ibn Marzouq, la mosquée, telle celle de Hassan à Rabat, ne fut jamais complètement achevée. Ne demeurent debout que le périmètre de ses murs et la moitié antérieure de son minaret.
La mosquée occupe un rectangle de 60 m de large sur 85 m de long. La porte principale s'ouvre à la base du minaret qui fait saillie au milieu de la face nord-ouest. La cour, carrée, élément propre aux mosquées maghrébines des XIIIe et XIVe siècles, de 30 m de côté, était encadrée de galeries prolongeant les nefs de la salle de prière. Cette dernière était occupée par treize nefs divisées en six travées par des colonnes d'onyx de 0,44 m de diamètre. Le mihrab, niche à pans coupés, était enveloppé d'une salle des morts analogue à celle rencontrée à la Quaraouiyine de Fès. Outre l'entrée principale, douze portes construites en pierres, décrochant en saillie sur les quatre faces, donnaient accès à la mosquée.
Le minaret, bien que découronné de son lanternon, se dresse à 38 m. Une petite porte s'ouvrant dans la mosquée, sous la galerie antérieure de la cour, donnait accès à la rampe qui, par sept révolutions autour du noyau central, montait jusqu'au niveau de la galerie supérieure. Cette rampe était éclairée par de larges ouvertures percées au milieu des quatre faces et par des jours plus petits dans l'axe des rampes. Les murs de 1,50 m d'épaisseur sont faits de pierre siliceuse rose.

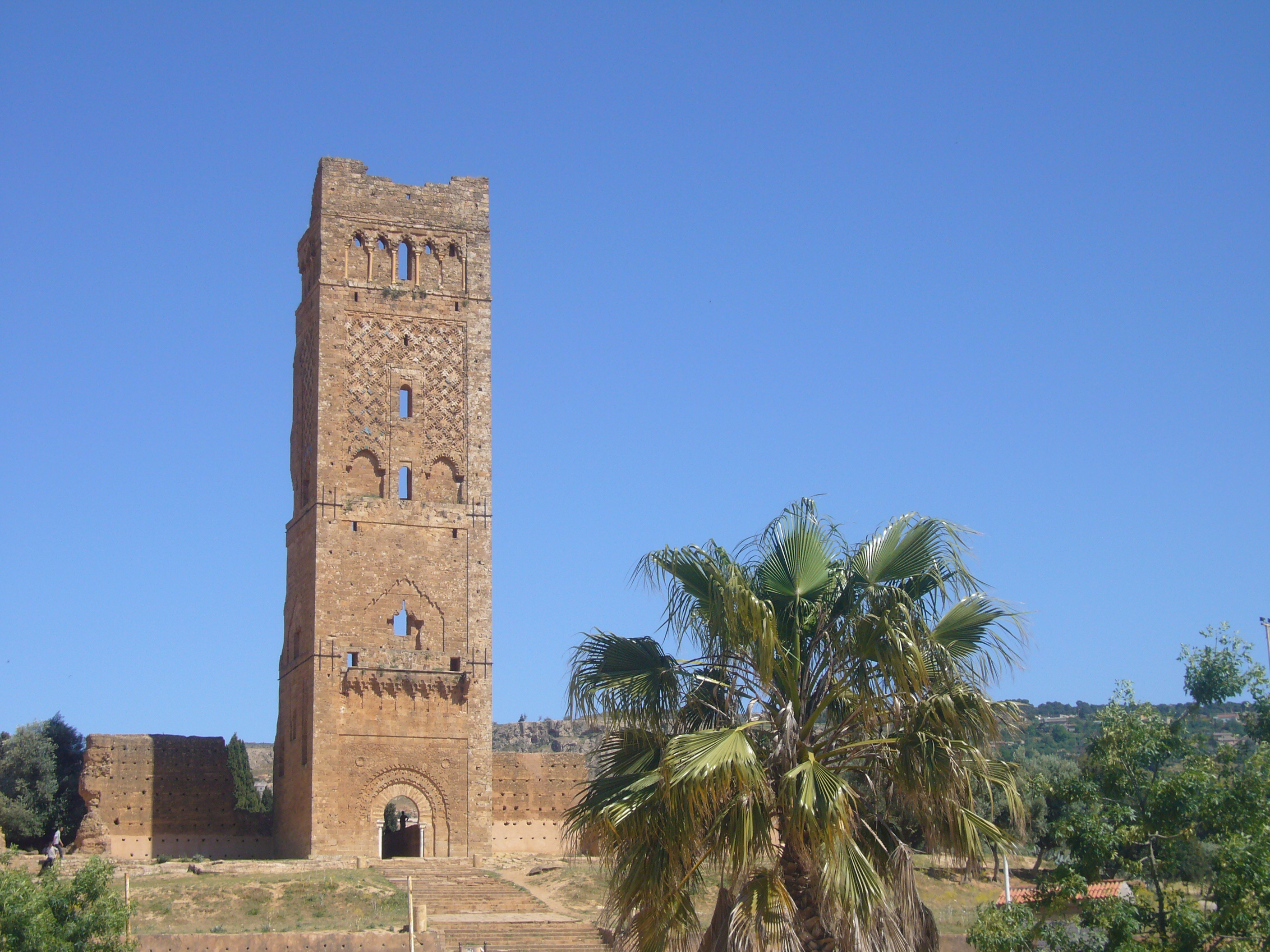
Le minaret
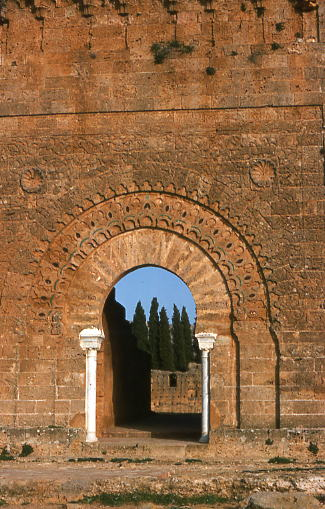
La porte du minaret
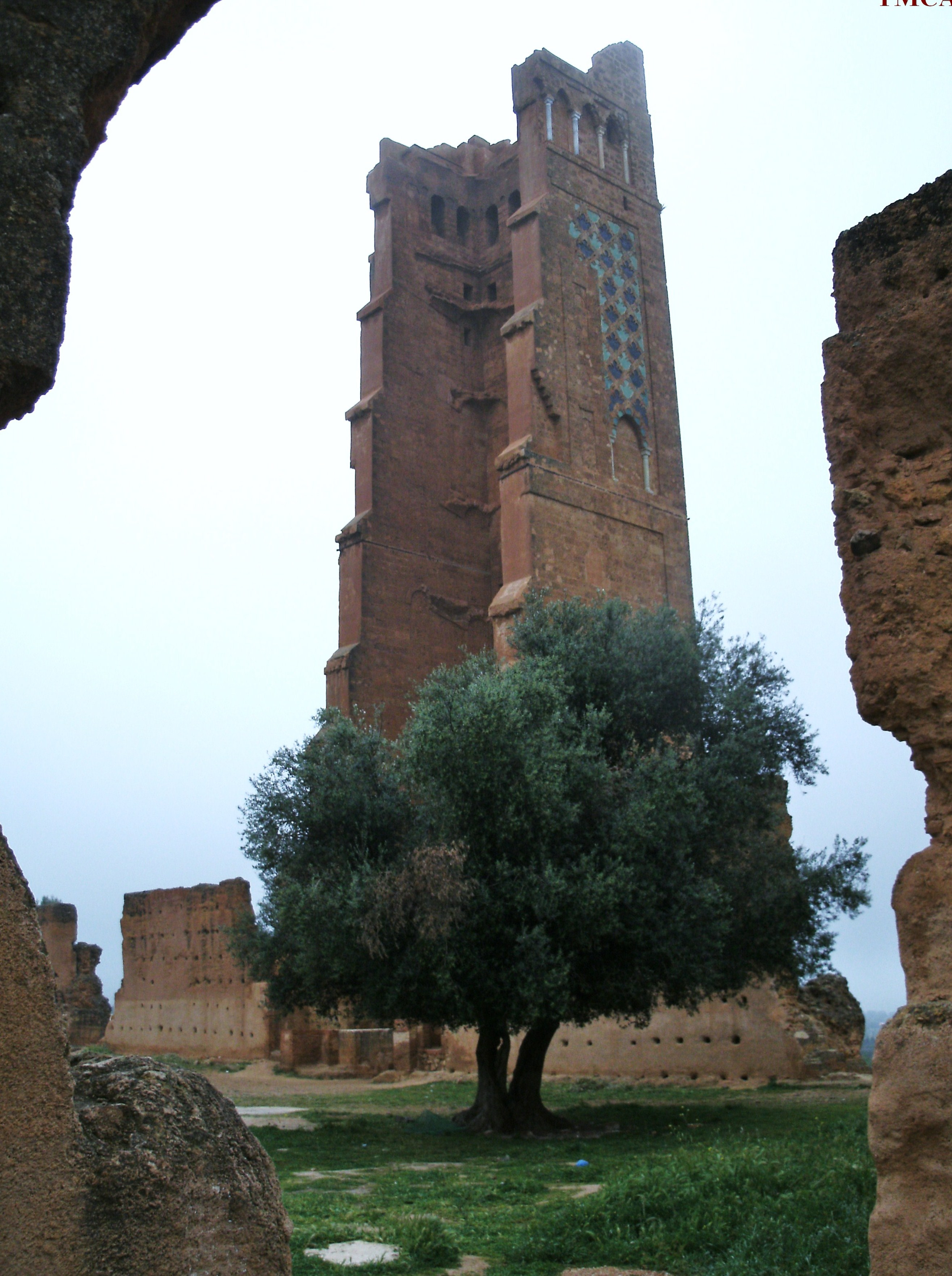
Le minaret et l'olivier (vue angle sud-est)